# Ambad
Ambad és una vila de l'Índia al districte de Jalna, estat de Maharashtra. Té una població de 26.066 habitants (2001). Fou fundada segons la llegenda per un príncep de nom Amba, prop d'una cova que encara existeix ocupada per un temple. Va ser efímer domini britànic després de la seva conquesta al marathes, però van cedir aquest territori i altres al cap de pocs mesos al nizam d'Haiderabad i fou capital d'un circar format pels districtes de Verul, Fulamberi, Harsul, Walhij, Chikhli, Jalna, Rakshasbhawan, i Badnapur; el 1862 va esdevenir capital d'un sila (districte) formada per sis taluks, Pathri, Purbhani, Jalnapur, Narsi, Paitan, i Ambad. El 1866 la capital del districte va passar a Aurangabad (Maharashtra) i Ambad va quedar com a taluka amb 2.227 km² i una població de 116.168 habitants el 1881 repartits en 241 pobles. Ambad estava al centre de la taluka i tenia un fortí a l'est residència del tahsildar o talukdar.